# 青岛剧院
36°4′22″N 120°19′04″E / 36.07278°N 120.31778°E
青岛剧院，或称青岛影剧院，初名青岛映画剧场，是原址位于中华人民共和国山东省青岛市市北区李村路12号的一家影剧院，建于1939－1940年，最初由日本人三浦林藏经营，抗战以后先后由中國國民黨中央宣传部、青岛市人民政府文化局管理，曾经是青岛市内舞台及电影放映设备较齐全、演出条件较好的影剧院，2001年因消防隐患问题及整修经费缺乏而停业，2010年拆除。

## 历史

### 抗戰時期
抗战时期的1939年，日本人三浦林藏买下李村路12号地块，兴建“青岛映画剧场”，1940年5月竣工，5月25日开幕。青岛映画剧场当时号称音响效果“华北第一”，仅放映日本电影、出演日本戏剧。

### 戰後
1945年日本投降后，因国民政府接收日占区产业情况混乱，影院几经易手。当年9月，新任青岛市长李先良率领的青岛保安总队及保安司令部参谋长萧鸿顺接管此处，改名“庆胜影院”。著名京剧演员童芷苓为庆祝抗战胜利，曾在此公演京剧《三堂会审》。同年12月，影院移交给移交给青岛市教育局组织的“青岛市电影剧院接收（接管）委员会”，改为教育局管理的“电化教育馆”。后因中央信托局、国民党中央宣传部介入青岛各影剧院接收分配事务，青岛市教育局、教育部、国民党中宣部及中宣部山东区特派员青岛办公处等多方几经交涉，该影院最终于1946年10月1日改由国民党中央宣传部电影服务处华北分处管理，改名“青岛影剧院”，华北分处青岛代表办事处即设于青岛影剧院内。此时该影院以放映中央电影企业公司等官办制片厂电影为主，也放映部分私营制片厂电影。

### 二十世纪后半叶
1949年6月中国人民解放军接管青岛后，影院由青岛市军管会接管。1950年5月划归中共青岛市委宣传部领导，1955年青岛市文化局成立后改由文化局领导。因影院音响效果好，此时影院以上演戏剧为主，放映电影为辅，北京人民艺术剧院、中国青年艺术剧院、中国儿童艺术剧院到青岛均在此演出。1956年，文化部从中国青年艺术剧院抽调人员成立青岛市话剧团，团址位于剧院附近的茌平路，排演、演出在青岛影剧院，从青岛市话剧团走出的著名演员有唐国强、邵宏来、董骥等。1956年7月12日至16日，音乐家马思聪在此举行小提琴演奏会。1960年5月1日，青岛吕剧团在此举行建团大会及公演。1960年代初，著名山东快书演员高元钧曾在此演出快书“武松打虎”。1962年夏，上海电影制片厂演员剧团到青岛演出，演员有张瑞芳、赵丹、王心刚、白杨、上官云珠、舒绣文、王丹凤等，每天下午4点在青岛影剧院演出，演出的剧目有 《雷雨》、《上海屋檐下》等，一度引起轰动。赵丹曾表示此处是全国最适宜演话剧的剧场。
文革期间，此处曾一度改称“新青岛影剧院”。1980年改名“青岛剧院”。该影剧院1980年代曾经历大修，调整观众席座位，并新设音乐茶座、录像室、电子游戏室等。1970年代末至1980年代初，中国大陆电影市场空前繁荣，青岛剧院也达到其发展巅峰期，一度门庭若市，一票难求，放映厅有时甚至放映到晚上12点。1990年代，青岛剧院先后举办“我为亚运做贡献”电影观摩月活动、世界电影诞生100周年暨中国电影诞生90周年影评演讲竞赛、电影知识比赛、纪念抗日战争胜利50周年影片汇映、迎接香港回归电影系列放映活动等。

### 2000年以後
2001年9月，青岛剧院因屋顶为木制结构等原因存在消防隐患，被责令停产停业，后因经费缺乏一直未进行整改而荒废闲置。后来剧院门口被用作废品收购站，剧院逐渐破旧失修。2010年，青岛剧院因青岛东西快速路三期工程拆除。

## 建筑特色
青岛剧院初建时邻近市场三路、聊城路一带日本侨民商业街，西侧可达中山路、馆陶路商业街，处于理想的商业区位。其基址原为一处凹陷的坡地，占地面积13亩，建筑面积2323平方米（一楼1133平方米，二楼746平方米，三楼407平方米，地下室37平方米，另有说法占地面积2410平方米），钢筋混凝土结构（一说砖木结构）。
该建筑坐南朝北，立面采用不均衡构图方式，模仿轮船外貌。东面为实墙，用于附设广告牌，北侧主立面至西面做横向带状窗与水平遮阳板，突出横向线条。西侧转角为弧形，追求现代主义的流线型处理手法。外墙除柱石为水磨石外，采用蓝红白三色马赛克拼贴，水形图案。屋顶为坡顶，木屋架、木檩、石棉板葺面。
建筑入口前为小广场，入口西侧为凸出式票房，大门内为门厅，东侧为通往二层的楼梯，西侧为冷饮、食品小卖部。门厅内为观众大厅，整体前低后高，音响效果较好。西侧廊对面为厕所，东侧廊对面为休息室。一层观众厅上方为二层观众厅，东西两侧有8个包厢，一、二层共有坐席1051个。三层为放映室。观众大厅正前方为宽大的木制舞台，但后台条件较恶劣，缺少防火专用门。